# Handley Page Jetstream
De Handley Page HP.137 Jetstream is een klein tweemotorig turboprop vliegtuig met een drukcabine. Het vliegtuig is ontworpen om te voldoen aan de eisen van de Amerikaanse markt voor pendel- en regionale luchtvaartmaatschappijen. Het ontwerp werd later verbeterd en gebouwd door British Aerospace als de BAe Jetstream 31 en BAe Jetstream 32, met verschillende turbopropmotoren.

## Ontwikkeling
In de jaren 1960 bevond Handley Page zich in een lastige positie. Het wilde onafhankelijk blijven van de "grote twee" Britse bedrijven (Hawker Siddeley en de British Aircraft Corporation), maar had niet genoeg geld om een groot nieuw verkeersvliegtuig te ontwikkelen dat op de markt zou blijven. Na de markt te hebben bestudeerd, besloot het bedrijf dat hun volgende product een zeer concurrerend klein verkeersvliegtuig moest zijn, dat zou voorzien in een niche voor een ontwerp met 12-18 stoelen en hoge snelheid. In vergelijking met de drie belangrijkste concurrenten, de Beechcraft King Air, Aero Commander Turbo Commander en Swearingen Merlin, bood het "meer capaciteit, beter bereik-nuttige lading, hogere snelheid en meer comfort". De oorspronkelijke ontwerpspecificaties werden naar verluidt geschreven door de Amerikaanse verkoopdirecteur en aanpassingsingenieur Jack Riley. Het ontwerp trok veel aandacht in de VS toen het voor het eerst werd geïntroduceerd, en er was al een bestelling geplaatst voor 20 toestellen voordat de tekeningen zelfs maar compleet waren. Charles Joy was verantwoordelijk voor het ontwerp.
Het oorspronkelijke ontwerp dateert uit 1965 als een vliegtuig met 12 stoelen (zes rijen met een gangpad in het midden). Het vliegtuig had een laaggeplaatste vleugel en een hooggeplaatste staart, met een conventionele indeling. Er werd veel aandacht besteed aan stroomlijning om de prestaties te verbeteren, wat leidde tot een van de opvallendste kenmerken van het ontwerp: een lange neus. De romp had een cirkelvormige dwarsdoorsnede om het structurele gewicht voor de drukcabine te minimaliseren, waardoor hogere hoogten en dus hogere snelheden en comfort mogelijk waren dan bij concurrerende ongedrukte ontwerpen. Het gangpad tussen de stoelen had een hoogte van 5 ft 11 inch, maar de hoofdspant vormde een obstakel in het gangpad, wat een struikelgevaar was.
De eindassemblage vond plaats in een nieuwe fabriek op het Radlett-vliegveld, maar grote delen van de structuur werden uitbesteed, waaronder complete vleugels die werden gebouwd door Scottish Aviation in Prestwick, Schotland, en de staartsectie door Northwest Industries in Edmonton, Canada. Het oorspronkelijke ontwerp gebruikte Turbomeca Astazou XVI-motoren van ongeveer 840 pk (626 kW) en maakte zijn eerste vlucht op 18 augustus 1967 als de Jetstream 1. Gedurende het testprogramma bleken de motoren een zwak punt te zijn, omdat ze over het algemeen te weinig vermogen hadden voor het ontwerp en verrassend onvoorspelbaar waren voor wat toen een volwassen en veelgebruikt turboschacht ontwerp was. Het testen werd uiteindelijk verplaatst naar het fabrieksvliegveld van Turboméca in het zuiden van Frankrijk, zowel om een snellere doorlooptijd voor motorenwerk mogelijk te maken als om gebruik te maken van het betere weer.
Om de verkoopvooruitzichten in de VS te verbeteren, werd het vijfde prototype uitgerust met de in de VS gebouwde Garrett TPE-331 in plaats van de Franse Astazou. De overschakeling naar de in de VS gebouwde motor was voldoende om de United States Air Force ertoe te brengen het te overwegen voor vrachtgebruik. Uiteindelijk plaatste de US Air Force een order voor 11 vliegtuigen, uitgerust met een vrachtdeur en plaats voor 12 passagiers of zes brancardgevallen, die bekend zouden staan als de C-10A, of Jetstream 3M. De US Air Force annuleerde de bestelling in oktober 1969 vanwege vertraagde levering.
Het eerste productiemodel Jetstream 1 vloog op 6 december 1968, en gedurende het volgende jaar werden er 36 afgeleverd. Tegen die tijd had Handley Page de oorspronkelijke motor al opgegeven, en werd de Jetstream 2 gelanceerd met de grotere Astazou XVI van 965 pk (720 kW), met leveringen die eind 1969 begonnen. De vertraagde levering en de problemen met de motor hadden de ontwikkelingskosten tot meer dan £13 miljoen opgedreven, veel meer dan de oorspronkelijke prognose van £3 miljoen. Slechts drie Jetstream 2's zouden worden voltooid voordat Handley Page failliet ging, en de productielijn uiteindelijk in 1970 gesloten werd.
Er was voldoende belangstelling voor het ontwerp dat het eerst werd opgepikt door een samenwerking van investeerders en Scottish Aviation, die een bedrijf genaamd "Jetstream Aircraft" vormden om het vliegtuig te produceren. Dit team produceerde nog eens tien Jetstream 1's. Scottish Aviation zette ook de productie van de Jetstream 2 voort, hoewel ze het de Jetstream 200 noemden. In februari 1972 werden er 26 Jetstream 201's besteld door de Royal Air Force, die ze gebruikte als meermotorige trainers onder de naam Jetstream T.1. Veertien daarvan werden aangepast als waarnemersopleiders voor de Koninklijke Marine en kregen de aanduiding Jetstream T2.

## Varianten
- Jetstream Mk 1
- Jetstream 200
- Jetstream 3M: Verbeterde variant met TPE331-motoren voor de United States Air Force.
- C-10A: Militaire aanduiding van de United States Air Force voor de Jetstream 3M. Productie begon, maar de bestelling werd geannuleerd en er werden er geen geleverd.
- Riley Jetstream: Een paar vroege Jetstream 1-vliegtuigen werden door Riley Aircraft of Carlsbad, Californië, omgebouwd tot deze versie. De vliegtuigen waren uitgerust met twee PT6A-turbopropmotoren.
- Jetstream T.1: Militaire aanduiding in het Verenigd Koninkrijk voor de Mk 1's voor de Royal Air Force als meermotorige trainers.
- Jetstream T.2: Conversie van T1's voor de Koninklijke Marine als waarnemersopleiders.
- Century III: Conversies met TPE331-motoren.

### Operators
Het vliegtuig werd voornamelijk gebruikt door zakelijke exploitanten en geplande passagierspendel-/regionale luchtvaartmaatschappijen.

### Civiele exploitanten
- Argentinië: Aero VIP
- Libië: Buraq Air
- Colombia: ADA, SARPA, Vertical de Aviación
- Denemarken: Newair
- Duitsland: Bavaria Fluggesellschaft
- Verenigde Staten: Air Illinois, Air US, Apollo Airways (later omgedoopt tot Pacific Coast Airlines), Big Sky Airlines, Dorado Wings (geëxploiteerd in het Caribisch gebied vanuit Puerto Rico), Cal-State Air Lines, JetAire Airlines, Interstate Airlines, Sierra Pacific Airlines, South Central Air Transport (SCAT) (vliegtuigen later overgenomen door Air Illinois), Sun Airlines (aangekondigd door de luchtvaartmaatschappij maar is mogelijk nooit daadwerkelijk geleverd of geëxploiteerd), Texas Star Airways, Western Air Stages, Zia Airlines

### Militaire exploitanten
- Verenigd Koninkrijk: Royal Air Force (gepensioneerd in 2003), Royal Navy (gepensioneerd in 2011)
- Uruguay: Uruguayan Navy (voormalige Royal Navy T2's, gepensioneerd in 2010)

### Jetstream in de film "Moonraker"
Een Jetstream, geëxploiteerd door Apollo Airways, een pendelluchtvaartmaatschappij gevestigd op de luchthaven van Santa Barbara in Californië, verscheen in de film uit 1979 Moonraker met Roger Moore, waarin de Britse geheimagent James Bond (007) uit het vliegtuig wordt gegooid terwijl het in de lucht is.

## Ongelukken en incidenten
- 17 april 1981: De Century III conversie N11360, die opereerde als Air US-vlucht 716, botste na het opstijgen vanaf Fort Collins-Loveland Municipal Airport met een privé-Cessna 206 met parachutisten aan boord, waarbij alle 13 passagiers en bemanningsleden aan boord van de Century III en de twee mensen in de Cessna 206 omkwamen.

## Vliegtuigen tentoongesteld
- Duitsland: Jetstream T.2 XX476/CU-561 in Flugausstellung Hermeskeil.
- Nederland: Jetstream T.2 XX481/CU-560 in Speelpark & Maisdoolhof Voorthuizen.
- Verenigd Koninkrijk: Jetstream T.1 XX492 in Newark Air Museum, Nottinghamshire. Jetstream T.1 XX494 in East Midlands Aeropark, Leicestershire. Jetstream T.1 XX495 in South Yorkshire Aircraft Museum, Doncaster, South Yorks. Jetstream T.1 XX496 in Royal Air Force Museum Cosford, Shropshire. Jetstream T.1 XX499 in Brooklands Museum, Surrey.

## Specificaties (Serie 200)
- Bemanning: twee
- Capaciteit: 16 passagiers
- Lengte: 47 ft 2 in (14,37 m)
- Spanwijdte: 52 ft 0 in (15,85 m)
- Hoogte: 17 ft 5 in (5,32 m)
- Vleugeloppervlak: 270,0 sq ft (25,08 m²)
- Leeggewicht: 7.683 lb (3.485 kg)
- Maximaal startgewicht: 12.566 lb (5.700 kg)
- Brandstofcapaciteit: 384 Britse gallons (1.745 liter)
- Voortstuwing: 2 × Turbomeca Astazou XVIC turboprop, elk 921 pk (687 kW)

### Prestaties
- Maximumsnelheid: 282 mph (454 km/u, 245 knopen)
- Kruissnelheid: 269 mph (433 km/u, 234 knopen) (economische kruissnelheid)
- Stall-snelheid: 88 mph (142 km/u, 76 knopen) (met flaps omlaag)
- Nooit te overschrijden snelheid: 345 mph (555 km/u, 300 knopen)
- Bereik: 1.380 mijl (2.220 km, 1.200 zeemijl)
- Plafond: 25.000 ft (7.600 m)
- Klimsnelheid: 2.500 ft/min (13 m/s)